# Obština Devin
Obština Devin (bulharsky Община Девин) je bulharská jednotka územní samosprávy ve Smoljanské oblasti. Leží v jižním Bulharsku ve střední části Západních Rodopů u hranic s Řeckem. Správním střediskem je město Devin, kromě něj obština zahrnuje 15 vesnic. Žije zde zhruba 11 tisíc stálých obyvatel.

## Sídla
| - Beden - Breze - Čurukovo - Devin (sídlo správy) - Gjovren - Grochotno | - Kesten - Ljaskovo - Michalkovo - Osikovo - Selča - Stomanevo | - Tešel - Trigrad - Vodni Pad - Žrebevo |

## Sousední obštiny
| Růžice kompasu | Bracigovo | Kričim        | Rodopi   | Růžice kompasu |
| Růžice kompasu | Batak     | Sever         | Čepelare | Růžice kompasu |
| Růžice kompasu | Batak     | Obština Devin | Čepelare | Růžice kompasu |
| Růžice kompasu | Batak     | Jih           | Čepelare | Růžice kompasu |
| Růžice kompasu | Borino    |               | Smoljan  | Růžice kompasu |

## Obyvatelstvo
V obštině žije 11 171 stálých obyvatel a včetně přechodně hlášených obyvatel 13 388. Podle sčítáni 1. února 2011 bylo národnostní složení následující:
- Bulhaři: 8 961 (82.2 %)
- Turci: 1 580 (14.5 %)
- Romové: 104 (1.0 %)
- ostatní: 256 (2.3 %)